# Let Them Know
«Let Them Know» (en español, «Hazles saber») es una canción de la cantante suecobritanica Mabel. Fue lanzado por Polydor Records el 18 de junio de 2021 como el sencillo principal de su próximo segundo álbum de estudio About Last Night... (2022). La canción fue escrita por Mabel y MNEK y sus productores Raye y SG Lewis.

## Lanzamiento
El 9 de junio de 2021, Mabel compartió un avance de 30 segundos titulado «Allow Me to Reintroduce Myself» (en español: «Permíteme reintroducirme»). El clip muestra a la cantante interpretando y filmando un video musical, y termina con una vista previa de «Let Them Know». El 10 de junio de 2021, reveló la fecha de lanzamiento y la portada del sencillo, junto con un enlace para guardar previamente la canción en servicios de streaming. El audio oficial de TikTok se lanzó el 12 de junio de 2021. En una semana, los usuarios de la plataforma subieron más de 52 000 videos bajo el audio.
«Let Them Know» fue lanzado a través de Polydor Records el 18 de junio de 2021. Se promocionó con su propio filtro en Instagram y Snapchat, y se agregó a la rotación de las estaciones de radio británicas BBC Radio 1 y Capital FM el mismo día. El 9 de julio se lanzó una remezcla del DJ inglés Riton.

## Música y letras
«Let Them Know» es una canción uptempo de dance pop, synth pop y disco al estilo de la década de 1980 con matices de dancehall. Tiene una duración de 2 minutos y 28 segundos, y tiene un ritmo de house de los 90 que recuerda a la canción de RuPaul de 1992 «Supermodel (You Better Work)».
Inspirada por mirar obsesivamente la película Paris Is Burning de 1990 y las series de televisión estadounidense Pose y RuPaul's Drag Race, Mabel escribió «Let Them Know» como una reflexión sobre los temas generacionales de expresión, liberación e inclusión de la música de baile. Según la cantante, la canción está «dedicado a cualquiera que alguna vez haya sentido miedo de ser realmente ellos mismos». La letra incluye una referencia a Doja Cat y su canción de 2020 «Say So».

## Recepción crítica
En su reseña para The Sunday Times, Dan Cairns comparó la canción con la música de las Spice Girls, y la describió como «perfección pop atrevida, inteligente y con herramientas de precisión». Isaac Chiew de NME consideró el «relleno de piso grandilocuente» como un regreso bienvenido de Mabel, complementando su producción disco y el coro «hímnico». Luke Holland de The Guardian vio la canción como «totalmente sin límites pero innegablemente disfrutable glitter-pop» y «diversión tonta en todas las formas en que debería ser el pop».

## Video musical
El video musical de «Let Them Know» fue lanzado el mismo día del lanzamiento de la canción y fue dirigido por Isaac Rentz. Se ve a Mabel bailando y realizando varias coreografías en una discoteca con sus amigas.

## Créditos y personal
Créditos adaptados de Tidal.
- Mabel McVey – voz, composición, coros, letrista
- Samuel George Lewis – producción, composición, letrista, bajo, tambores, ingeniería, teclados, sintetizador, programación
- Rachel Keen – producción, composición, letrista, coproducción, producción vocal
- Uzoechi Emenike – composición, letrista
- Heidi Wang – asistente de mezcla
- Cameron Gower Poole – asistencia de mezcla
- John Pritchard – ingeniero de mezcla inmersiva
- Stuart Hawkes –  ingeniero de masterización
- Josh Gudwin – mezcla

## Posicionamiento en listas
| Listas (2021)                         | Mejor posición |
| ------------------------------------- | -------------- |
| Croacia (HRT)                         | 21             |
| Hungría (Rádiós Top 40)               | 4              |
| Hungría (Single Top 40)               | 28             |
| Irlanda (IRMA)                        | 19             |
| Países Bajos (Dutch Top 40 Tipparade) | 1              |
| Países Bajos (Single Tip)             | 11             |
| Polonia (Polish Airplay Top 100)      | 46             |
| Reino Unido (UK Singles)              | 19             |
| Suecia (Sverigetopplistan Heatseeker) | 12             |

## Certificaciones
| País        | Organismo certificador | Certificación | Ventas certificadas | Ref    |
| ----------- | ---------------------- | ------------- | ------------------- | ------ |
| Reino Unido | BPI                    | Plata         | 200 000             | [ 32 ] |